# Саманта Бентли
Саманта Бентли (на английски: Samantha Bentley) е британска порнографска актриса, музикант и писател.

## Биография

### Кариера
Родена е и израства в Южен Лондон, Англия. Работи като стриптизьорка, докато посещава университета, където учи дизайн.
Бентли започна да позира като модел, когато е около 18 или 19 години и се появява в The Sun. Решава да влезе в индустрията за възрастни, след като бившото ѝ гадже ѝ казва, че ще бъде „готино“, ако е порно звезда. Започва да заснема свои аматьорски видеоклипове, които вече не са налични. Когато е на 20 години, тя участва самостоятелно в британски уеб сайт, който публикува нейно видео под името Саманта Б, като Саманта е нейното истинско име. Първоначално иска да използва името на пиесата Пикси Мей, но нейна приятелка предлага да използва име, подобно на това от сайта, за да улесни феновете да я намерят. Прави първата си сцена, когато е на 22 години за 21Sextury, в Будапеща с чешка актриса. Тя е модел на месец август 2015 г. за Penthouse.

### Друга дейност
Бентли играе проститутка в 4 сезон на сериала Игра на тронове, като се появява в сцена във вана, заедно с Дейвис Сеуорд, който се играе от Лиъм Кънингам. През април 2015 г. е обявено, че ще се появи и в петия сезон. Тя също участва в музикален клип за Wiz Khalifa. На 19 август 2014 г. Cosmopolitan Великобритания публикува статия, озаглавена „14 странни въпроса за живота като порно звезда, отговори от професионалисти“, в която е представена Бентли. На 7 февруари 2016 г. тя написва блог за The Huffington Post, озаглавен „Жените срещу феминизма – гледната точка на порно звезда“, в който критикува феминистките, които обвиняват порно актриси.
На 16 април 2015 г. Бентли прави дебюта си като DJ в Total Upraw в лондонския квартал Камдън. Тя също свири на класическо пиано. Присъединява се към кампанията на PETA, за да протестира срещу плана на руската Космическа агенция да изпрати до Марс четири маймуни през 2017 г., в която тя е в басейн с фалшива кръв, докато е изрисувана като маймуна в космически шлем пред Посолството на Русия в Лондон на 13 януари 2016 г. Саманта Бентли е напълно квалифициран инструктор по йога и преподава частни уроци в Лондон.